# David A. Patterson

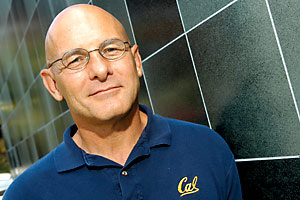
David A. Patterson

David Andrew Patterson (* 16. November 1947 in Evergreen Park, Illinois) ist ein US-amerikanischer Informatiker.
Patterson studierte an der University of California, Los Angeles. Seit 1977 war er Professor für Informatik (Computer Architecture) an der University of California, Berkeley. Nach der Emeritierung arbeitete er bei Google an künstlicher Intelligenz.
Patterson studierte an der University of California, Los Angeles, an der er 1969 einen Bachelor-Abschluss in Mathematik erwarb, 1970 seinen Master-Abschluss in Informatik und an der er 1976 in Informatik promoviert wurde. Danach lehrte er in Berkeley. In seiner Lehre legt er Wert auf enge Verflechtung mit der Industrie und kommerzieller Umsetzung seiner Forschung. Seine Monographie der Computer-Architektur mit John L. Hennessy mit quantitativem Zugang war sehr einflussreich und ist ein Standardwerk (Computer Architecture - a quantitative approach). Da sich das Buch vor allem an Computeringenieure wandte, veröffentlichten sie auch ein einführendes Lehrbuch über Computerarchitektur (Computer Organization and Design - the Hardware/Software Interface).
1982/83 leitete er zusammen mit Carlo H. Sequin (in Zusammenarbeit mit dem VLSI-Programm der ARPA) das Berkeley-RISC-Projekt das zu RISC I, dem ersten VLSI Reduced Instruction Set Computer führte. Auf dieser Basis entwickelte Sun Microsystems später den SPARC-Prozessor.
1989 bis 1993 entwickelte Patterson, zusammen mit Randy Katz, das RAID-Konzept (redundant array of independent disks, deutsch: Redundante Anordnung unabhängiger Festplatten).
1994 wurde er Fellow der Association for Computing Machinery (ACM) und war 2004 bis 2006 deren Präsident. Er ist Fellow der IEEE, der National Academy of Sciences, der American Academy of Arts and Sciences und der National Academy of Engineering. Er ist Fellow des Computer History Museum. 2008 erhielt er den Eckert-Mauchly Award. Er erhielt den Turing Award für das Jahr 2017 gemeinsam mit John L. Hennessy für die Entwicklung der RISC-Architektur. 2021 wurde er mit dem BBVA Foundation Frontiers of Knowledge Award ausgezeichnet, für 2022 wurde Patterson der Charles-Stark-Draper-Preis zugesprochen.
Seit 2010 entwickelt er zusammen mit Krste Asanovic die RISC-V-Architektur. Außerdem steht er hinter dem Network of Workstations (NOW) Projekt in Berkeley, das einen verteilten Supercomputer mit vernetzten Workstations aufbaut.
Er ist Freizeitsportler (früher Rugby, Ringen).

## Werke (Auswahl)
- David Patterson, John Hennessy: Rechnerorganisation und Rechnerentwurf: Die Hardware/Software-Schnittstelle. 5. Auflage. De Gruyter, 2016, ISBN 978-3-11-044605-0.
  - englische Ausgabe: Computer Organization and Design, The Hardware/Software Interface, ARM Edition, The Morgan Kaufmann Series in Computer Architecture and Design, Morgan Kaufmann, 2017, ISBN 0-12-374493-8 (mit Beiträgen von Alexander Perry)
- David Patterson, John Hennessy: Computer Architecture: a Quantitative Approach, mit Beiträgen von David Goldberg, Krste Asanovic, 5. Auflage, Elsevier 2012 (zuerst 1990)
  - deutsche Ausgabe: Rechnerarchitektur : Analyse, Entwurf, Implementierung, Bewertung, Vieweg 1994 (bearbeitet von Dieter Jungmann)